# Крупяные культуры
Крупяные культуры — зерновые культуры, зерно которых используется, как правило, для производства крупы. Большинство крупяных культур — растения семейства Злаки (Poaceae) (рис, просо, могар, чумиза, дагусса, сорго). Не относящиеся к злакам хлебные зерновые культуры (например, гречиха) могут рассматриваться как псевдозерновые. Используются как крупяные и зернобобовые культуры — горох, чечевица.
Зёрна крупяных культур имеют высокую пищевую ценность, содержат углеводы, белки и витамины, и традиционно являются важными основными продуктами питания человека. Из них производят муку, крахмал, спирт, используют в качестве продукта питания, как для людей, так и для животных.